# Johannesturm (Vatikanstadt)

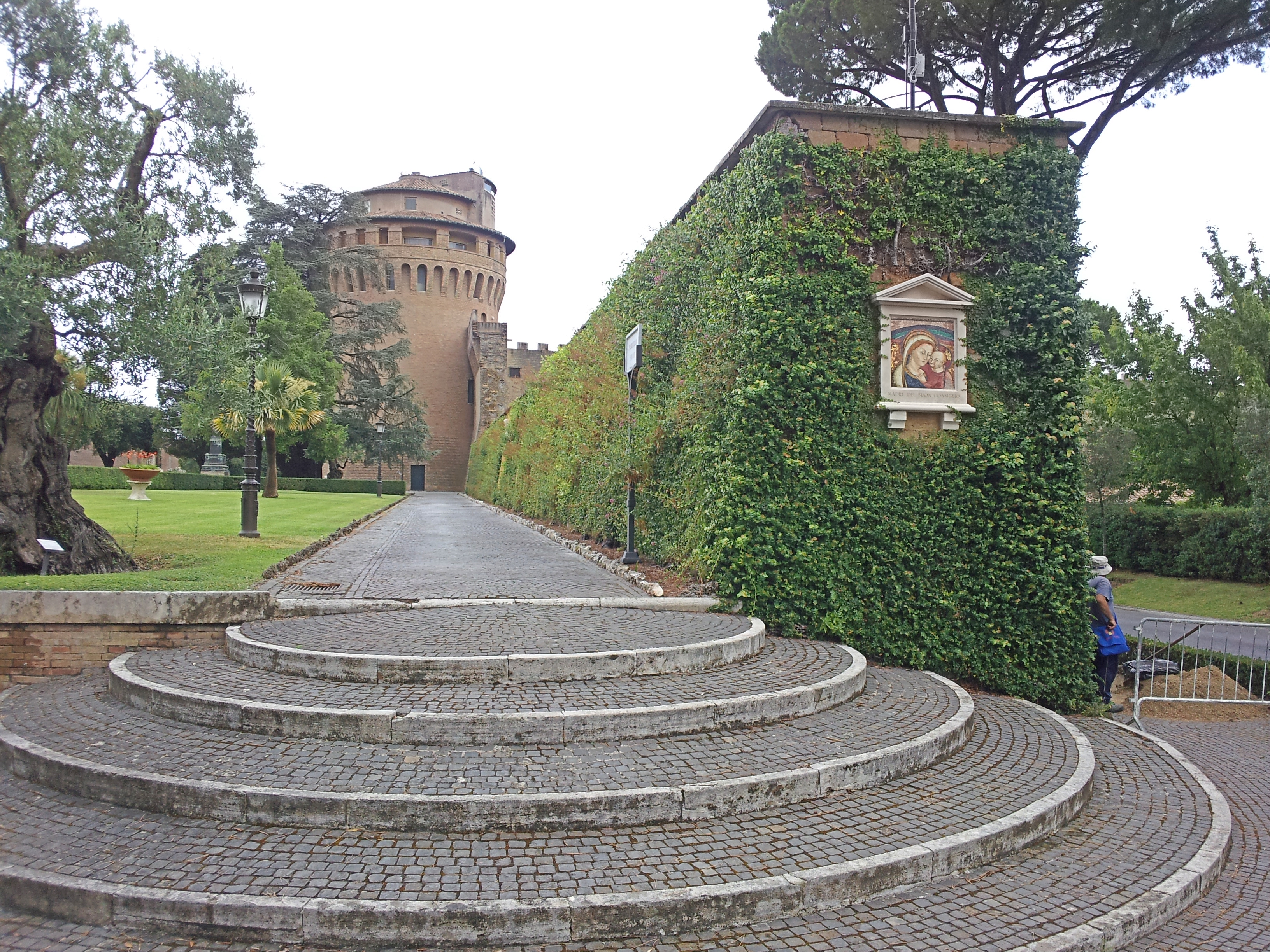
Johannesturm / Torre San Giovanni (2011)

Der Johannesturm (italienisch Torre San Giovanni) ist ein kreisförmiges Gebäude auf dem Vatikanischen Hügel, innerhalb der Vatikanischen Gärten im Westen der Vatikanstadt.
Der mittelalterliche Turm befindet sich neben der alten Stadtmauer, die von Papst Nikolaus III. erbaut wurde. Seit dem 16. Jahrhundert war das Bauwerk außer Betrieb und wurde erst während der 1960er Jahre von Papst Johannes XXIII. wieder restauriert.
Heute ist es Sitz des Wirtschaftssekretariates, eines Dikasteriums der Römischen Kurie.

## Einzelnachweisliste
1. ↑  Philip Pullella: Pope to host Bush in unusual Vatican setting. In: Reuters UK. 9. Juni 2008, archiviert vom Original am 25. Mai 2009; abgerufen am 6. Oktober 2023 (englisch).